# Doclea
Diocleea, Dioclea sau Doclea (Duklja în sârbește sau în alfabetul chirilic sârbesc: Дукља) a fost un principat medieval cu teritorii ereditare, care se întindeau în regiunile de lângă mare ale Albaniei și  Muntenegrului de astăzi, din Kotor la vest de râul Bojana la est, de izvoarele râurilor Zeta și Morača la nord.
Dioclea a fost la început o regiune vasală Imperiului Bizantin până când a devenit o parte a Principatului Sârbesc (Rascia) în secolul al IX-lea, sub conducerea dinastiei Vlastimirović. După anexarea Rasciei la Imperiul Bizantin, în secolul 10, Doclea se afla într-un control formal al Imperiului Bizantin, reușind să-și capete libertatea, fiind cea mai puternică provincie a Imperiului, și a devenit scaunul Serbiei pe parcursul secolului 11, condus de către dinastia Vojislavljević.
În 1060 Vojislavljević a eliberat Rascia, și când Constantin Bodin a murit în 1101, Rascia a devenit din nou scaunul ținutului, cele 2 principate existând paralel (o perioadă ce persista schimbarea permanentă a credinței) până în 1148 când Doclea a fost restabilită ca tărâm regal al Marelui Principat Sârbesc (Rascia) și era cunoscut sub denumiri ca: Zeta, rămânând astfel până la căderea Imperiului Sârbesc, când a devenit semi-independentă în 1362, sub dinastia vlaho-albaneză Balšić.

Doclea, Zahumlia, Travunia și Pagania în secolul al IX-lea